# 水滸伝 (1983年の映画)
『水滸伝』（すいこでん、原題：浪子燕青 または 水滸傳故事浪子燕青、英題：Warriors of the Sung Dynasty）は、1983年の中国・香港合作映画。
中国の古典小説『水滸伝』第74話の泰山での武術大会のエピソードを中心に映画化したカンフー映画。

## キャスト
- 燕青：魯国慶（ルー・クォキン）
- 上官玉環：段章麗（ツァン・チャンリー）
- 宋江：穆懐虎（チー・ウェイフー）
- 魯智深：王海深（ワン・ハイサム）
- 武松：馬宗軒（マ・チュンワン）
- 高俅：杜非（ツー・フェイ）
- 徽宗皇帝：王世元（ワン・シュオユアン）
- 李逵：徐學禮
- 石秀：崔志強
- 任原：張續成

## スタッフ
- 監督：エディ・マ
- 脚本：シェー・チ、リー・ゾンチャン
- 原作：ユアン・ホーチェン
- 製作：チャン・チェー[1]
- 撮影：ルー・イン、ホー・チャン
- スタント・コーディネーター：ワン・チェンハイ、リー・キンミン